# Jeepers Creepers (canción)
«Jeepers Creepers» es una canción de jazz compuesta por Harry Warren en 1938, con letra de Johnny Mercer, para la película Going Places, donde era interpretada por Louis Armstrong.
Fue nominada al premio Óscar a la mejor canción original de dicho año 1938 junto a otras nueve canciones, premio que finalmente ganó la canción Thanks for the memory incluida en la banda sonora de la película The Big Broadcast of 1938 e interpretada por Bob Hope y Shirley Ross.
También inspiró el nombre de la película dirigida por Victor Salva "Jeepers Creepers"  del 2001 y sus secuelas.